# Burg Toyama
Die Burg Toyama (jap. 富山城, Toyama-jō) befindet sich in der Stadt Toyama (Präfektur Toyama). Sie war Sitz einer Zweigfamilie des Maeda-Klan mit einem Einkommen von 100.000 Koku.

## Geschichte
Die Burg Toyama war schon um 1543 Sitz von Jimbō Nagamoto (神保長職). 1581 übernahm Sassa Narimasa (佐々成政), Vasall von Oda Nobunaga, die Burg, die dann 1585 von Toyotomi Hideyoshi erobert und zerstört wurde. 1587 kam das Gebiet an die Maeda aus der Provinz Kaga. Später wurde die wieder hergestellte Burg Alterssitz des Maeda Toshinaga (前田利長). Der dritte Fürst, Maeda Toshitsune (前田利常), übertrug das Gebiet seinem zweiten Sohn Toshitsugu (利次) mit einem Einkommen von 100.000 Koku als Zweiglehen. Toshitsugu hatte zunächst geplant, Hyakuzuka (百塚) zu seinem Wohnsitz zu machen, gab das aber aus finanziellen Gründen auf und ließ sich in Toyama nieder. Dieser Maeda-Zweig residierte dort bis 1868.
Die Burg bestand aus den drei durch Gräben getrennte Befestigungen, Hommaru (hier Higashi-no-maru genannt) mit Burgturm, Ni-no-maru, Nishi-no-maru und Vorburgen. 1714 brannte die Residenz im Hommaru vollständig ab, die Familie residierte zeitweilig in einem Nebengelände. Nachdem es 1831 wieder zu einem Brand gekommen war, wurde 1849 die Chitose-Residenz (千歳御殿, Chitose goten) fertiggestellt, die aber bereits 1855 durch Brand verloren ging. 1863 gingen wieder Gebäude durch Brand verloren.
1873 wurden die Gebäude der Burg abgetragen, das Gebiet der Burg wurde weitgehend Stadtgebiet. 1954 wurde der Burgturm aus Beton wieder aufgebaut und als Museum genutzt.

## Bilder

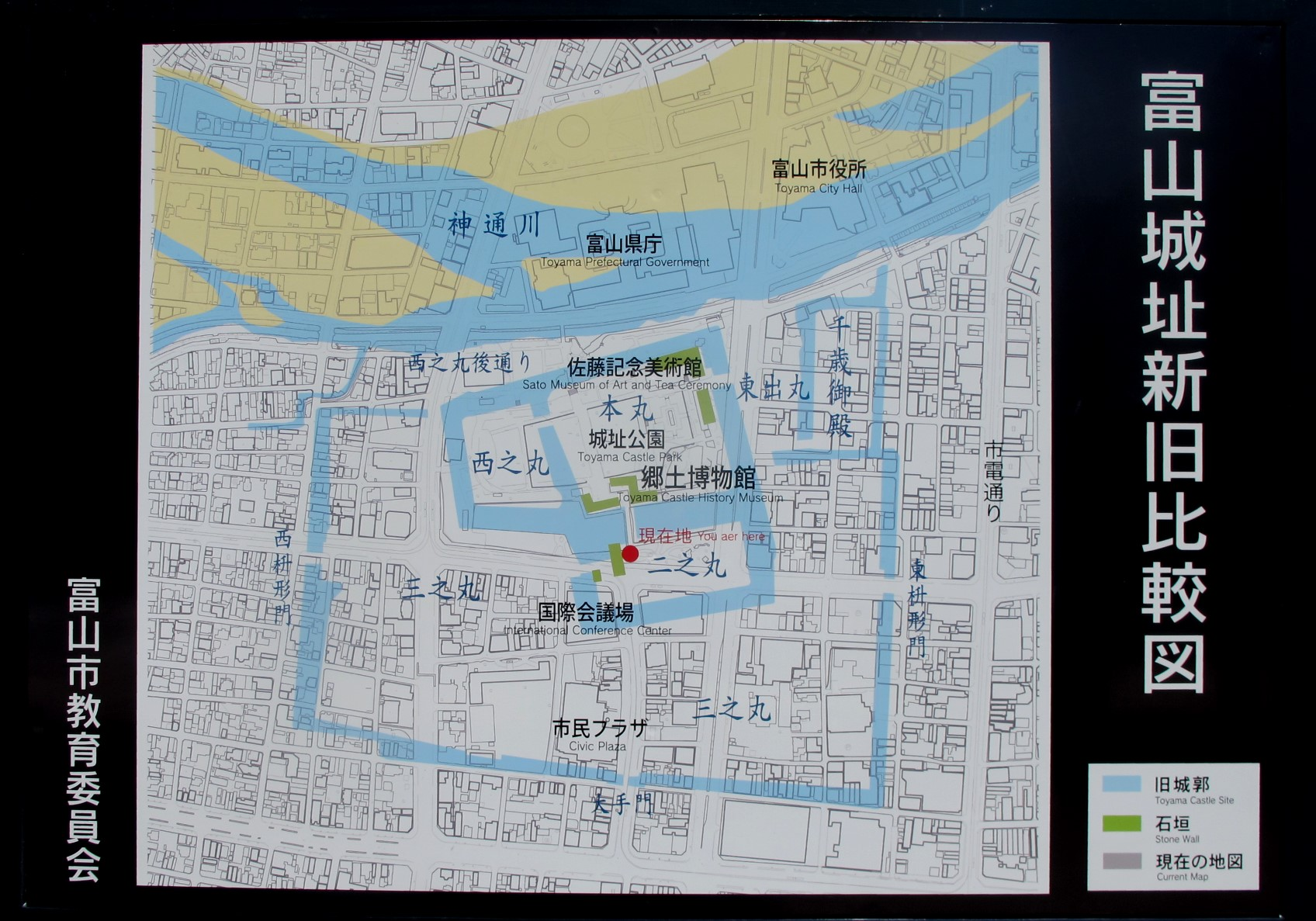
Übersicht über die frühere Burganlage
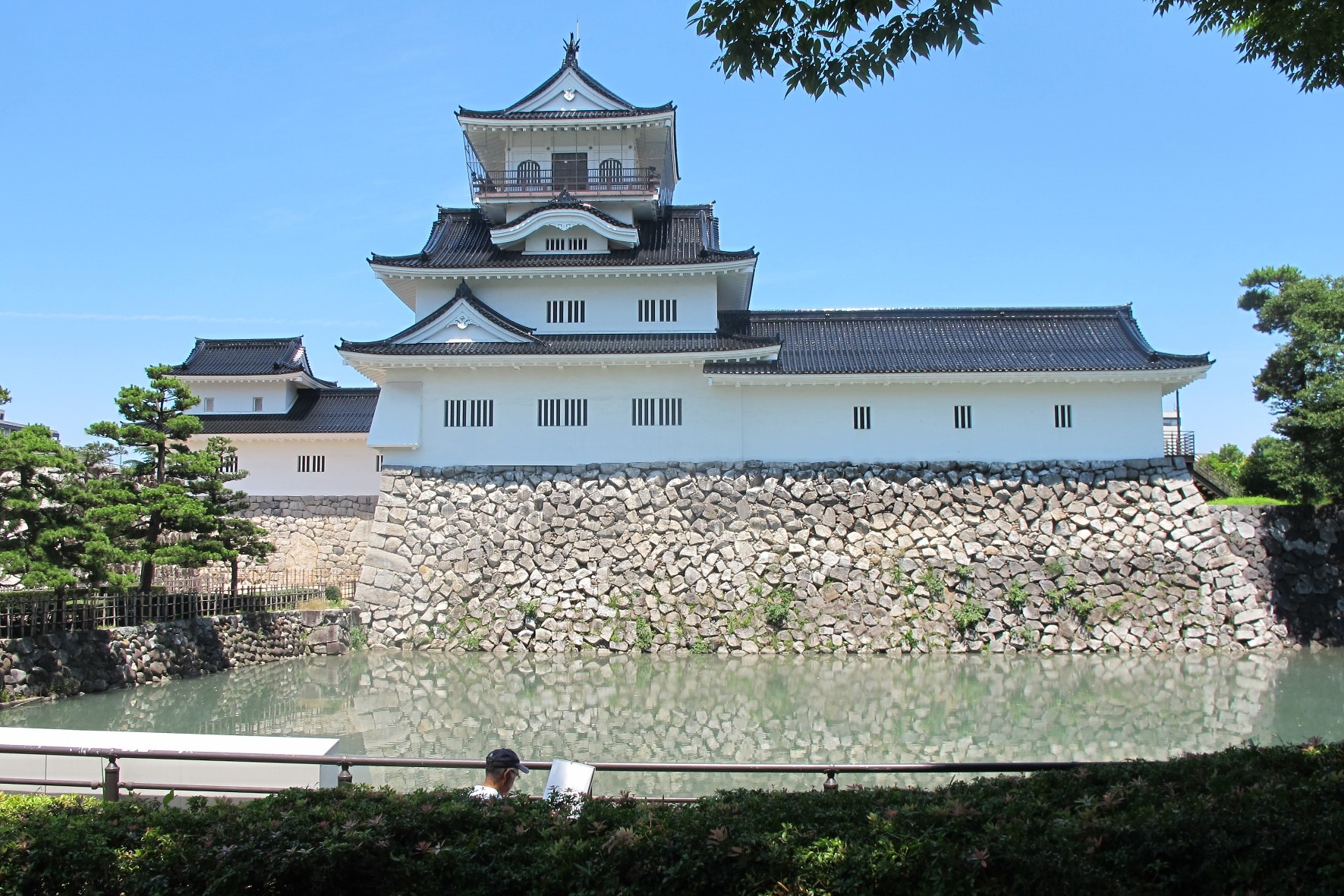
Der Burgturm
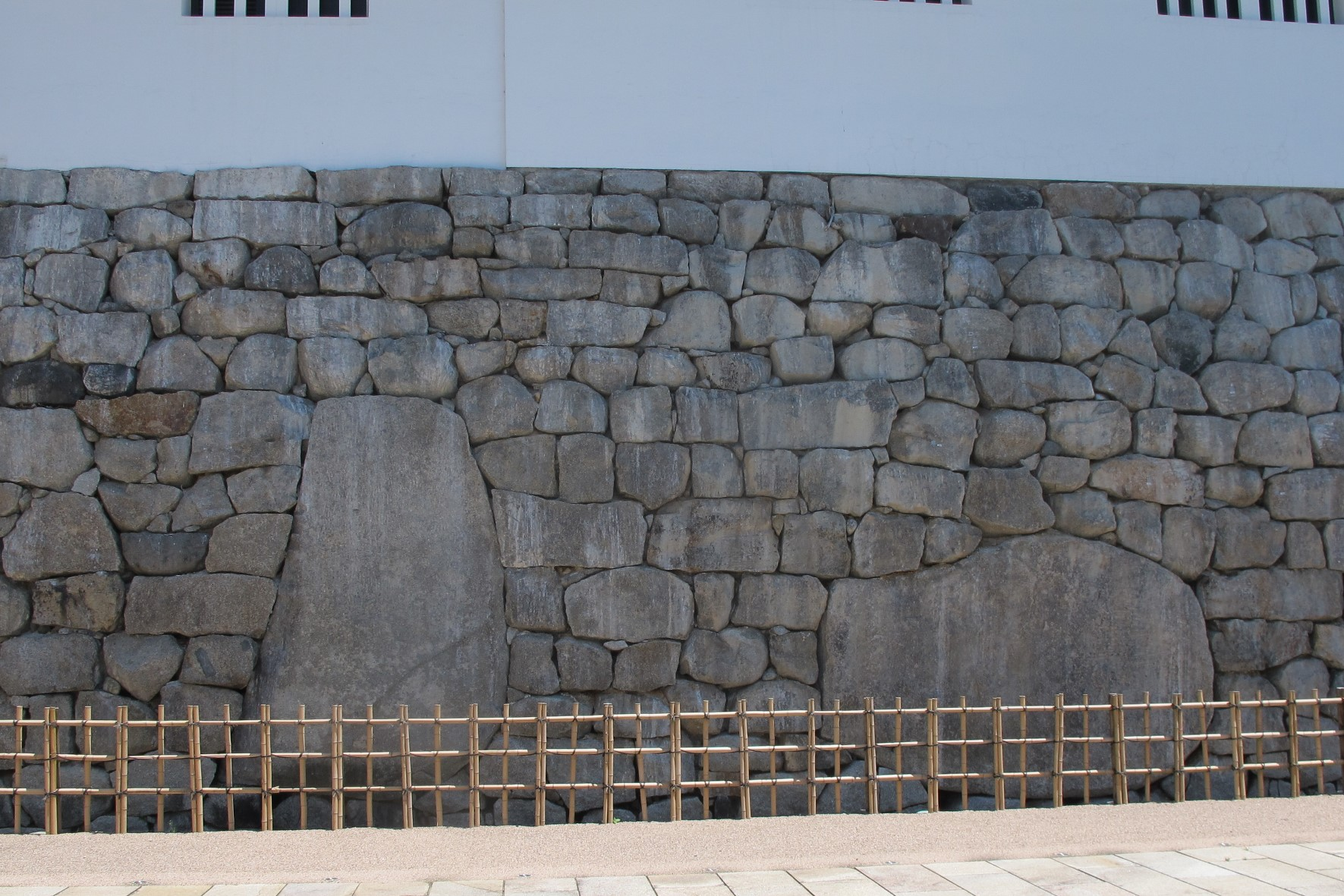
Mauerwerk